# Горшков, Георгий Георгиевич
Георгий Георгиевич Горшков (11 августа 1881 — 23 августа 1919) — лётчик и воздухоплаватель, первый в мире летчик-бомбардировщик, первый в Российской Империи военный летчик-инструктор.

## Биография
Родился в 11 августа 1881 году в семье уральского казачьего офицера — есаула Георгия Игнатьевича Горшкова.
Окончил Оренбургский Неплюевский кадетский корпус, по окончании которого поступил в Николаевское инженерное училище, по окончании которого в 1904 году в чине подпоручика, получил назначение в 8-й сапёрный батальон.

### Участие в русско-японской войне
Уже шла русско-японская война, и Г. Г. Горшков перевёлся в июне 1904 года в 21-й сапёрный батальон, в котором с января 1905 года назначен заведующим обучением в унтер-офицерском классе.
С 17 ноября 1905 по 20 июня 1906 года Горшков находился в командировке в г. Киеве, где занимался подготовкой и обучением сапёрному делу армейских новобранцев.

### Служба между войнами

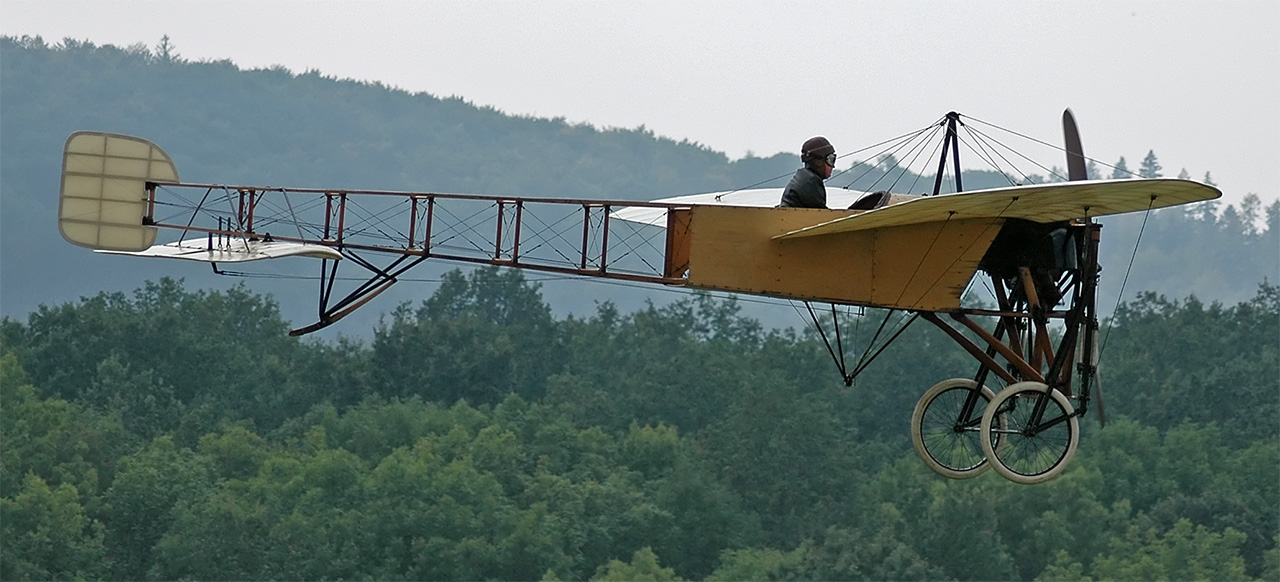
Blériot XI постройки 1914—1918 годов

6 октября 1906 года был произведён в чин поручика. Находился на должности заведующего обучением во 2-м отделении саперного класса батальонной школы. С августа по ноябрь 1907 года был прикомандирован к 14-му саперному батальону, затем с 23 ноября 1907 года обучался в Офицерском классе Учебного воздухоплавательного парка. С 29 сентября 1908 года прикомандирован к постоянному составу Учебного воздухоплавательного парка, а с 24 октября 1908 года включён в состав Брест-Литовского крепостного воздухоплавательного отделения. С 23 апреля 1910 года — заведующий Гатчинский аэродромом. С сентября 1910 года — в постоянном составе Офицерской воздухоплавательной школы, в октябре 1910 года произведён в чин штабс-капитана, летом 1911 года обучался полётам на летательных аппаратах «Blériot» во Франции.
24—27 августа 1912 года штабс-капитан Г. Горшков участвовал в качестве военного лётчика в Красносельских военных маневрах, на которых впервые в России отрабатывалось выполнение аэропланами боевых задач в интересах сухопутных войск; во время маневров совместно с поручиком Е. В. Рудневым на «Фарманах» впервые произвели обнаружение в воздухе и атаку «неприятельского» дирижабля.
В июне 1912 года, штабс-капитан Г. Г. Горшков принимает участие в испытаниях российского ранцевого парашюта РК-1 (русский, Котельникова, модель первая), конструкции Г. Е. Котельникова.
С ноября 1912 года назначен помощником начальника Авиационного отдела Офицерской воздухоплавательной школы, в этой должности находился до начала Первой мировой войны.
31 августа 1913 года Г. Г. Горшкову было присвоено звание «Военный лётчик».

### Участие в Первой мировой войне
1 сентября 1914 года произведён в чин капитана.
В I мировую войну был командиром легендарного корабля «Илья Муромец», совершил 40 боевых вылетов. С 25.05.1917 — полковник, — возглавил Эскадру воздушных кораблей «Илья Муромец» (вместо генерал-майора Шидловского).

### Участие в гражданской войне в России
Когда Восточный фронт Первой мировой войны после Октябрьской революции окончательно развалился, полковник Горшков волей судьбы оказался одним из руководителей военной авиации УНР, а с 15.04.1918 — начальником авиации «гетманской» Украины.
Но и в годы Гражданской войны он не забывал о своей давно данной присяге на верность Богу, царю и Отечеству. Горшков активно способствовал тайной переправе различного авиационного имущества в белую армию генерала А. И. Деникина, вербовке в неё людей.
С приходом к власти Директории УНР, в начале 1919 года, перелетел на службу к деникинцам.
В мае 1919 попал в плен к красным, — был арестован Одесской ВЧК и расстрелян в Москве 23 августа 1919 года.
В 1972 — 73 годах по протесту Главного военного прокурора проводилась проверка уголовного дела в отношении контрреволюционной деятельности Горшкова Г. Г. Проверкой установлено, что в государственных архивах СССР, Украинской ССР, архивах КГБ и МВД СССР каких-либо данных, свидетельствующих об активной контрреволюционной деятельности Г. Г. Горшкова не имеется.

## Награды
- Орден Святого Станислава 3 степени с мечами и бантом (1905)
- Темно-бронзовая медаль на Георгиевской и Александровской ленте в память русско-японской войны 1904—1905 годов (1906)
- Орден Святой Анны 3 степени (1909)
- Орден Святого Станислава 2 степени (1910)
- Юбилейная медаль «В память 300-летия царствования дома Романовых. 1613—1913» (1913)
- Орден Святой Анны 2 степени (1914)
- Орден Святого Владимира 4 степени с мечами и бантом (1915)
- Георгиевское оружие (1915)
- Мечи к Ордену Святой Анны 2 степени (1915)

Два Высочайших благоволения Императора «за отлично-усердную службу и труды, понесенные во время военных действий» (1916)